# Rotwand (Bayern)
Rotwand ("Bức tường đỏ") là đỉnh núi cao 1,884 m ở dãy núi Mangfall thuộc Bayern, đỉnh cao nhất ở vùng Spitzingsee và là một trong những ngọn núi địa phương nổi tiếng của München. Đỉnh của nó có thể leo lên được dễ dàng từ Hồ Spitzingsee trên các tuyến đường đi dạo núi khác nhau (VD Thông qua hẻm núi Pfanngraben với những vòng xoáy đẹp như tranh vẽ). Đỉnh núi có thể lên được thậm chí dễ dàng hơn từ trạm núi gần đó bằng xe cáp của Taubensteinbahn và do đó, thường có thể trở nên quá đông đúc vào những ngày hè.
Thay vào đó, đỉnh có thể được leo lên từ Geitau qua hồ Soinsee. Bên dưới  đỉnh, ở độ cao 1,737 m, là trạm dừng nghỉ Rotwandhaus.
Vào mùa đông, Rotwand thường xuyên được những người đi trượt tuyết leo lên. Tuyến Rotwand-reib'n truyền thống bắt đầu từ Spitzingsee đến Rotwand, sau đó qua Kümpflscharte Arête (1.695 m) đến đỉnh Auerspitz (1.811 m) M; tiếp tục qua khu đồng cỏ trên núi của Großtiefentalalm (1,500 m), qua Miesingsattel (1704 m; có thể lên đỉnh Hochmiesing 1883 m) , Kleintiefentalalm và Taubensteinhaus và trở về Spitzingsee. Chuyến này là có thể đi với giày tuyết.
Con gấu JJ1 (được gọi là Bruno), được cho là gấu hoang dã đầu tiên trên đất Đức trong 170 năm. Nó bị cho là mối đe dọa mạng sống người dân và bị giết vào ngày 26 tháng 6 năm 2006 vào khoảng 4,50 sáng tại khu vực Rotwand sau khi nó được thấy ở Rotwandhaus.

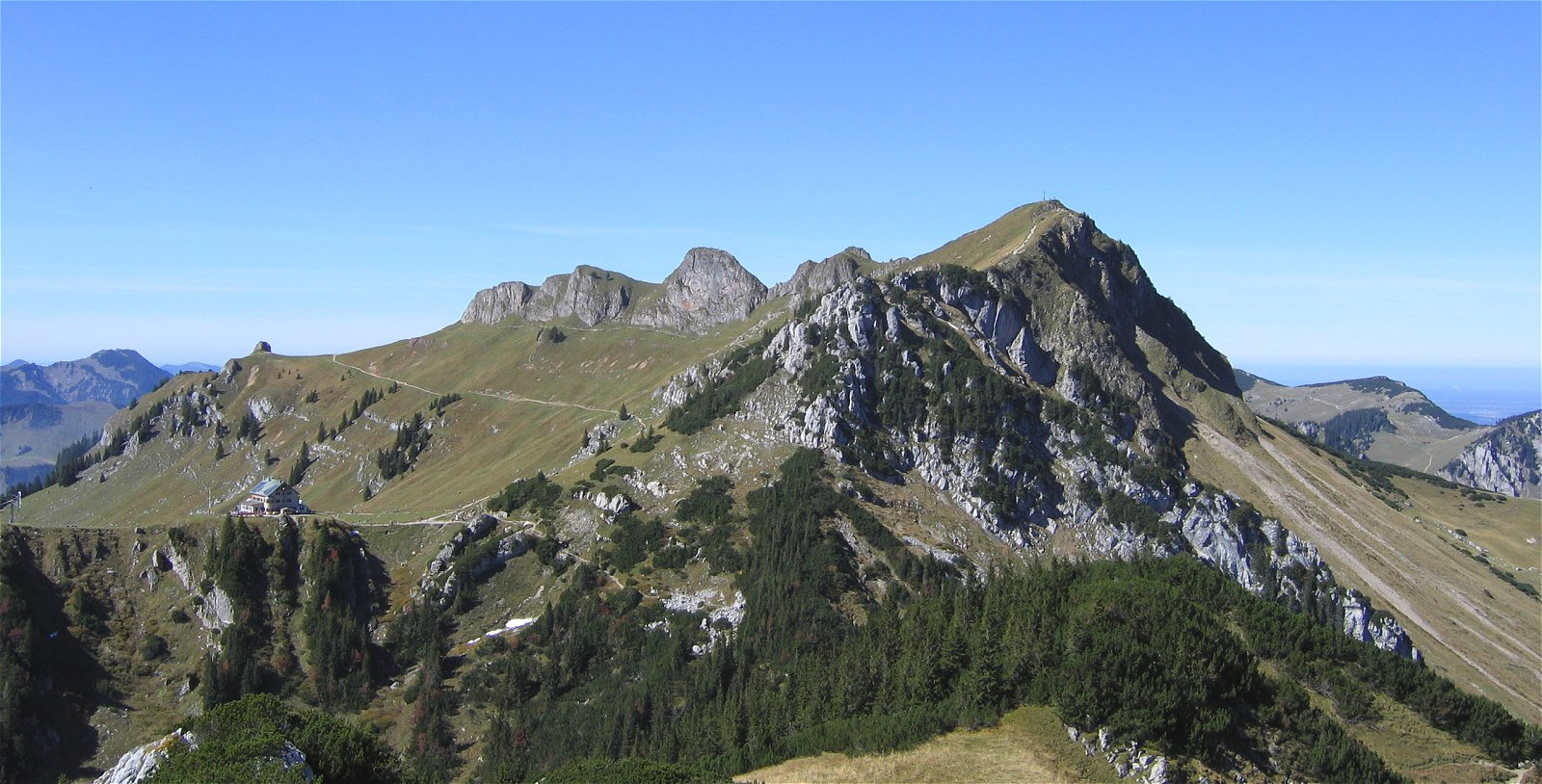
Rotwand nhìn từ Auerspitz
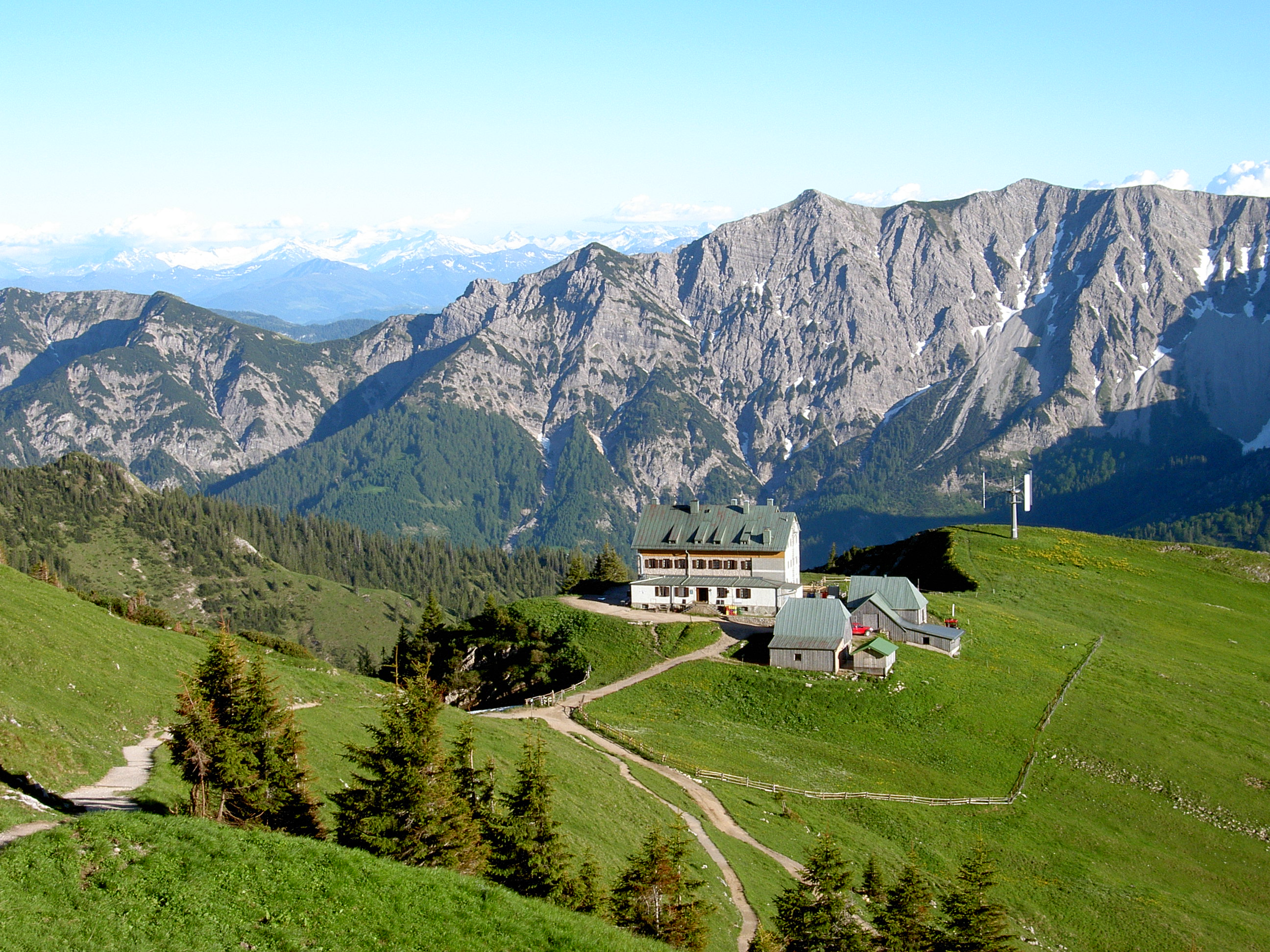
Rotwandhaus – Cảnh nhìn từ con đường dẫn lên đỉnh Rotwand
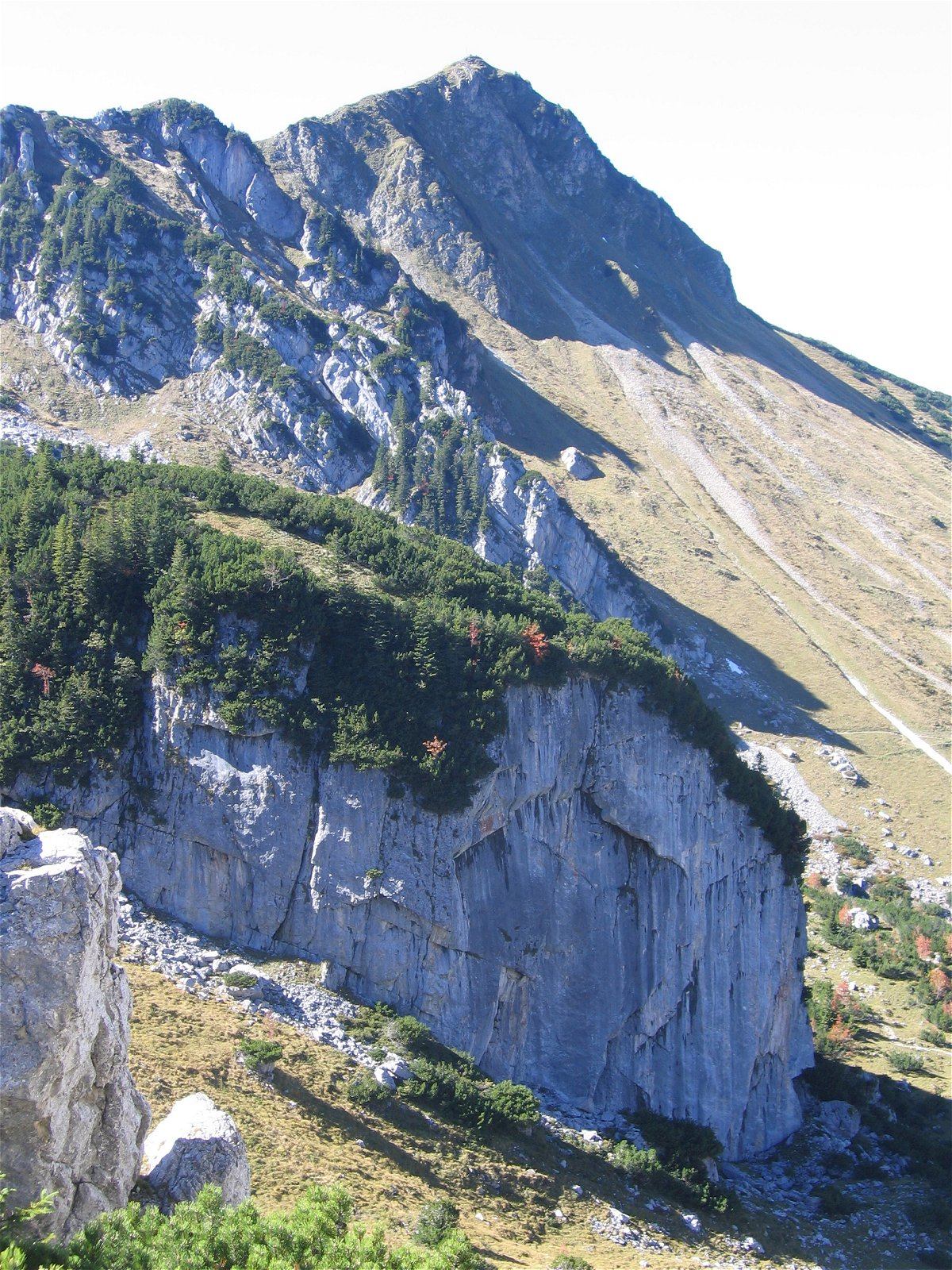
Rotwand nhìn từ Auerspitz